# Carretera Federal 98
La Carretera Federal 98 es una carretera Mexicana que recorre el estado de Colima, inicia en la ciudad de Manzanillo y termina en Minatitlán, tiene una longitud total de 55 km.
Las carreteras federales de México se designan con números impares para rutas norte-sur y con números pares para las rutas este-oeste. Las designaciones numéricas ascienden hacia el sur de México para las rutas norte-sur y ascienden hacia el Este para las rutas este-oeste. Por lo tanto, la carretera federal 98, debido a su trayectoria de este-oeste, tiene la designación de número par, y por estar ubicada en el occidente de México le corresponde la designación N° 98.

## Trayecto

### Colima
- Manzanillo – Carretera Federal 200
- Camotlán de Miraflores
- Minatitlán